# Владимир Дворниковић
Владимир Дворниковић (Северин на Купи, 28. јул 1888 — Београд, 30. септембар 1956) био је југословенски филозоф и етнопсихолог.

## Биографија
Гимназију је похађао у Земуну и Сарајеву. Филозофију је студирао у Бечу од 1906. код В. Јерусалима и Фридриха Јодла, гдје је и докторирао 1911. године. Због пројугословенске оријентације аустроугарске власти су га прогнале да ради у Бихаћу где се тако окупила значајна интелектуална елита. У Загреб долази 1918. године где ради у Музичкој школи.
Хабилитирао за звање доцента с тезом „Наука и филозофија“ на Филозофском факултету у Загребу где је предавао теоретску и практичну филозофију као суплент што је и за историју филозофије, док је редовни професор историје филозофије био од 1925. до 1926. кад је принудно пензионисан. Иако пензионисан са 38 година наставља неуморно да држи предавања у Бечу, Цириху и Прагу, укупно више од 400.
Поново налази запослење 1933. као помоћник министра просвете Југославије, али поново бива пензионисан у јесен 1934. године. После рата ради као научни радник у неким комисијама при Савету за грађевинарство, а 1953/54 као професор у средњој школи. Пошто је проглашен за реакционарног мислиоца дела му више нису штампана. Повремено се издржавао продајући своје аквареле. Умро је у Београду 30. септембра 1956. године.
Додељен му је Орден Светог Саве IV степена.

## О раду
Године 1939, је објавио дело Карактерологија Југословена у намери да истакне примарне одлике колективног карактера како југословенских народа тако и етничких група. У поређењу са сличном студијом Јована Цвијића Дворниковић иде и даље, јер сматра да поред рељефа и климе на формирање етнопсихолошких категорија утичу још и антрополошки, психолошки и историјски фактори. Сматра да је динарски антрополошки тип репрезентативан за „југословенског човека“.
Основне карактеристике његовог учења су одбацивање етнопсихологије и карактерологије као научних дисциплина описујући их као популарну или полунаучну психологију раса, толико омиљену у време пред Други светски рат у научним круговима наклоњеним нацистичким идејама. Важно је напоменути да се служио кранилогијом, која свакако не стоји у никаквој корелацији са менталним карактеристикама становништва. Међутим, најтежи напади на ово дело су уследили после Другог светског рата. Оно је проглашено безвредном компилацијом која је штетна по својим тумачењима југословенским народима. Постоје мишљења да је овај став резултат марксистичког приступа у анализи научног стваралаштва Дворниковића, а да ће научна верификација дати другу слику вредности његовог рада.
За свог живота је објавио преко 400 радова, књига, расправа, есеја и студија.

## Дела
- Борба идеја, Београд (1936)
- Карактерологија Југословена, Космос, Београд 1939; Просвета 1990; Просвета 2000.